# Charlotte Gerstenhöfer
Charlotte Gerstenhöfer est une joueuse de hockey sur gazon allemande. Elle évolue au poste d'attaquante au Mannheimer HC et avec l'équipe nationale allemande.

## Biographie
Charlotte est née le 17 août 1999 en Allemagne.

## Carrière
Elle a débuté en équipe nationale première en décembre 2019 à Buenos Aires lors d'un match amical face à l'Argentine.

## Palmarès
- : 3e à l'Euro U21 2019.